# 1・2の三四郎 (映画)
『1・2の三四郎』（いちにのさんしろう）は、1995年7月15日に公開された市川徹監督の日本映画。上映時間107分。
小林まことの同名プロレス漫画『1・2の三四郎』を映画化した作品。当時K-1で活躍していた佐竹雅昭が映画初主演を務めた。

## キャスト
- 東三四郎＝佐竹雅昭
- 北条志乃＝田村英里子
- 桜五郎＝六平直政
- 天草健太郎＝高野拳磁
- 岩清水健太郎＝坂上忍
- 小谷雪江＝香坂みゆき
- 鮫島愛＝樹あきこ
- 桜コーキー＝リュソン・フレデリック
- 大熊道明＝将軍KYワカマツ
- 五頭信＝松田勝
- 塚原巧＝倉田保昭
- ストロング栃木＝アポロ菅原
- ライデン杉原＝ダンク・タニ
- キラー・モンゴル＝島田宏
- 山下＝清水一彦
- 五代いつき＝表よしこ
- 小野ルミ＝水谷リカ
- 実況アナ＝初田啓介
- 解説者＝ターザン山本
- リングアナ＝杉作J太郎
- 西上馬之助＝軌保博光
- 南小路虎吉＝森田崙

## 関連CD
- 佐竹雅昭「GAN GAN」（主題歌。作詞、作曲：平田輝。c/w「BORDERLINE」EMIミュージック・ジャパン TODT-3476。1995年7月5日発売。）
- 『1・2の三四郎 オリジナル・サウンドトラック』（EMIミュージック・ジャパン TOCT-8895。1995年7月19日発売。）

## スタッフ
- 製作＝東宝、東京放送、ブレイビルパブリッシャーズ
- 監督＝市川徹
- 原作＝小林まこと
- 脚色＝宇田川泰功
- 音楽＝小川類
- プロデューサー＝釜秀樹、小川祥、源生哲雄、河合伴明
- エグゼクティブプロデューサー＝斎春雄、濱名一哉、小倉章弘
- 企画＝藤原正道、田澤正毅、飯島容子
- 配給＝ブレイビルパブリッシャーズ